# Société du Koré

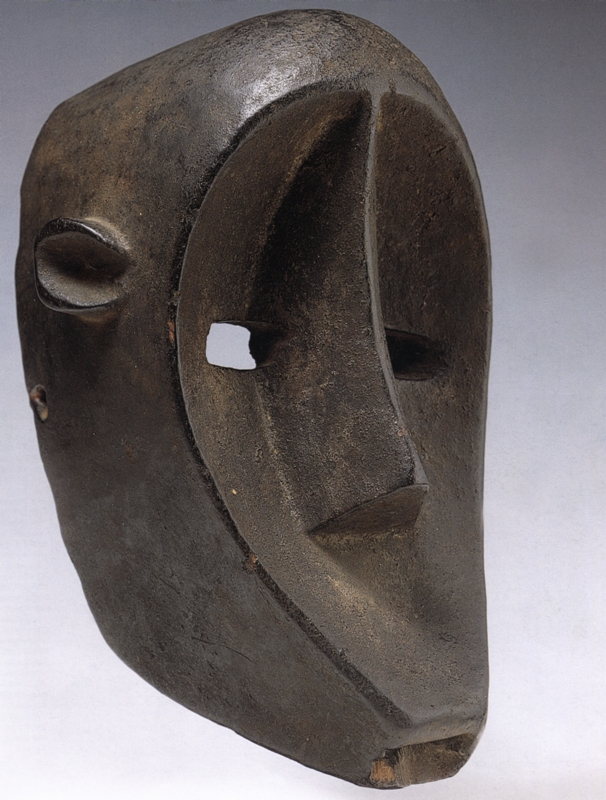
Masque bamana du Mali (société initiatique koré)

La société du Koré est l'une des six sociétés d'initiation chez le peuple Bamana. L’initiation au Korè est la phase ultime d'un enseignement qui aide à comprendre le rapport à la nature et à tout ce qui touche à la destinée humaine. Elle aide  à construire, au niveau du sujet et du groupe, l’identité masculine. Les initiés du Korè sont affectés à différentes classes ayant chacune leurs symboles et leurs masques. À la fin de la retraite en brousse, quand les initiés rentrent au village, certains portent les masques correspondant aux animaux qu’ils incarnent: hyènes, lions, singes.

## Sources
- « Fête annuelle du Korè au Mali » (Jean-Paul Colleyn, 13 septembre 2010)